# Canyon Ceman
Canyon Ceman (Hermosa Beach, 21 de junho de 1972) é ex-jogador voleibolista indoor e de voleibol de praia norte-americano,foi semifinalista no vôlei indoor nos Jogos Pan-Americanos de 1991 em Cuba e medalhista de prata na Universíada de Verão de 1991 na Inglaterra, também vice-campeão mundial no vôlei de praia em 1997 nos Estados Unidos.

## Carreira
Em 1991 defendia as cores do time de voleibol de quadra da Universidade Stanford, o Stanford Cardinal, na posição de levantador, também disputou a Universíada de Verão de 1991 sediada em Sheffield sagrando-se medalhista de prata  e também disputou pela seleção nacional a edição dos Jogos Pan-Americanos de 1991 e terminou na quarta colocação, sendo nos dois eventos o jogador mais jovem a competir, em 1993 foi eleito o jogador do ano da NCAA. 
Por quatro temporadas foi titular em Stanford, de 1991 a 1994, com números importantes, total de 5.912 levantamentos eficientes e percentual de 18,42 por cento por jogo e assistências, e chegou a atingir a marca de 115 levantamentos, sendo vice-campeão da NCCA em 1992, cursou sociologia em Stanford e atuou profissionalmente na Bélgica no período de 1995-96, depois, migrou para o vôlei de praia e ganhou mais de 600.000 dólares em 16 temporadas no circuito profissional AVP de vôlei de praia, desde 1992 a 2008. 
No Circuito Mundial de 1995-96 jogou ao lado de Tim Hovland o Aberto de Fortaleza, já em 1996, esteve ao lado de Ian Clark nas séries mundiais da Carolina e Fortaleza, alcançando o quinto e nono lugares, respectivamente e em nono terminou na série mundial de Durban  com Eric Fonoimoana, com esta parceria, seguiu para a temporada de 1997, sendo quinto colocado no Grand Slam do Rio de Janeiro, depois, muda de dupla e disputou o Campeonato Mundial de 1997 em Los Angeles obtendo a medalha de prata ao lado de Mike Whitmarsh.
Em 1998 iniciou no circuito mundial novamente com Ian Clark, depois, finalizou na décima terceira posição no Aberto de Vitória ao lado de Adam Jewell, na temporada de 1999 disputou com este jogador  os Abertos de Mar del Plata e Acapulco. Em 2000 disputou com Brian Lewis o Grand Slam de Chicago. Em 2003 esteve novamente com Mike Whitmarsh, alcançando a décima sétima posição no Grand Slam de Klagenfurt e terceira posição no de Los Angeles. Em 2004 esteve no circuito mundial ao lado de Matt Fuerbringer

## Títulos e resultados
- Grand Slam de Los Angeles do Circuito Mundial de Vôlei de Praia:2003
- Jogos Pan-Americanos:1991